# Conan II
Conan II de Bretanya (nascut a Rennes el 1030 i mort davant Château-Gontier l'11 de desembre de 1066), fill del duc Alan III de Bretanya i de Berta de Blois (o Berta de Blois-Chartes), fou duc de Bretanya de 1040 a la seva mort el 1066.

## Biografia
Hereu del ducat de Bretanya, Conan era menor a la mort del seu pare el 1040. El seu oncle, Eó (o Eudes) I de Penthièvre va aprofitar això per apoderar-se de la tutela sobre el ducat. Eudes va exercir el poder efectiu. Forma part dels adversaris de Guillem el Bastard, futur duc de Normandia. Li va caldre esperar a Conan la victòria de Guillem sobre els seus opositors, a la batalla de Val-ès-Dunes l'octubre 1047, perquè el seu oncle, debilitat per la seva derrota, acceptés el final de la minoria del duc. Separat de la custòdia del seu oncle, fou reconegut duc de Bretanya el 1048.
Conan va aconseguir fins i tot, a la mort del comte Maties I de Nantes, sense hereu, estendre el seu poder sobre el comtat de Nantes. No obstant això, aquest comtat era igualment reivindicat per Alan Canhiart, comte de Cornualla, en nom de la seva esposa Judit de Nantes. El 1054, aquest comtat finalment va anar a mans del seu fill Hoel V de Cornualla, que va esdevenir el cunyat de Conan en casar-se amb la seva germana Havoisa de Bretanya. Va haver de fer front igualment a la revolta de Riwallon I de Dol, sostingut per Guillem el Bastard. Aquesta expedició és representada de manera pintoresca sobre l'anomenat tapís de Bayeux. Separat de les seves bases, sense avituallament per al seu exèrcit, Guillem va haver de tornar a Normandia. Aquest fracàs va reforçar el poder de Conan: sostingut pels seus vassalls es va apoderar de Dol i va obligar a Riwallon a l'exili.
Va intentar llavors aprofitar la debilitació temporal dels comtes d'Anjou per reforçar la seva frontera del costat del Maine. Cap a la fi de l'any 1066, el príncep bretó, després d'haver conquerit Pouancé i Segré, va anar fins a Château-Gontier del qual va forçar l'entrada, però va morir en el seu triomf, l'11 de desembre de 1066 enverinat, es diu, per un traïdor sota l'ordre de Guillem el Bastard, sospitós d'haver comanditat aquest assassinat. La causa de la guerra era probablement el desig de restablir els límits de Bretanya, portats per Erispoe fins al riu Mayenne, i que el príncep bretó havia fortificat de manera important, incloent dues rases i dues tanques de terra, amb suport de lluny en lluny per passejos, i anant del Mayenne fins a Bazouges, al riu Seiche davant els Availles.
Conan II fou enterrat a l'església abacial de Saint-Melaine de Rennes on la seva tomba ha estat trobada sota la torre en el moment d'una restauració. En absència d'hereus directes, el seu cunyat Hoel (marit de la seva germana Judit) el va succeir: la casa de Rennes va deixar així el lloc a la de Cornualla al capdavant del ducat de Bretagne.

### Posteritat
Conan II va morir a l'edat de 36 anys sense haver tingut la cura de prendre una esposa per tal de tenir un fill legítim, tanmateix un cert «Alanus nothus filius Conani comitis» que figura el 1075 entre els testimonis d'una donació de la duquessa Berta de Blois podria ser un fill bastard.